# Crenolimbi
Crenolimbi – takson i klad chrząszczy z rodziny biegaczowatych i rodzaju Carabus.

## Taksonomia i ewolucja
Nazwa Crenolimbi wprowadzona została w 1896 roku przez Edmunda Reittera. W 2004 Sota i Ishikawa proponowali wyniesienie rodzaju Carabus do rangi podpleminia Carabina, a Crenolimbi do rangi rodzaju Hemicarabus (sensu Ishikawa, 1973). Z kolei Thierry Deuve w tym samym roku proponował system w którym Crenolimbi miały rangę poddziału (subdivisio) w dziale Metacarabi. Później klasyfikowane były jako poddział w dziale Multistriati.
Współczesne badania molekularne umieszczają klad Crenolimbi jako grupę siostrzaną dla reszty rodzaju z wyjątkiem Spinulati i Arcifera.

## Opis
Wśród apomorfii tej grupy wymienia się zróżnicowanie goleni przednich odnóży oraz piłkowanie barkowej krawędzi pokryw. Ponadto charakteryzują się ligulą spiczasto zakończoną, wychodzącą z błoniastej ściany endophallusa, górną powierzchnią żuwaczek punktowaną oraz drugim członem czułków krótkim, a trzecim szeroko wgłębionym u podstawy.

## Biologia
Crenolimbi należą do biegaczy rozmnażających się wiosną, których larwy nie zimują. Odżywiają się głównie larwami owadów.

## Systematyka
Należą tu dwa podrodzaje:
- Carabus (Homoeocarabus) Reitter, 1896
- Carabus (Hemicarabus) Gehin, 1885